# Friedrich-Emich-Plakette
A Friedrich-Emich-Plakette é um prêmio concedido desde 1950 em intervalos irregulares pela Gesellschaft Österreichischer Chemiker em memória do químico austríaco Friedrich Emich.

## Recipientes
- 1950 Anton Alexander Benedetti-Pichler, Nova Iorque
- 1950 Ivan P. Alimarin, Moscou
- 1974 Friedrich Hecht, Viena
- 1974 M. N. Petrikova, Moscou
- 1990 Yuri A. Zolotov, Moscou
- 1992 Bernhard Schrader, Essen
- 1995 Janos Mink, Veszprém
- 1996 Miguel Valcarcel, Córdoba
- 1996 Otto S. Wolfbeis, Regensburg
- 2007 Reiner Salzer, Dresden
- 2009 Harald Fuchs, Münster[3]
- 2011 Manfred Grasserbauer, Viena
- 2015 Detlef Günther, Zurique
- 2020 Wolfhard Wegscheider, Leoben